# Porsche-Diesel Super 309
 (mars 2025).
Si vous disposez d'ouvrages ou d'articles de référence ou si vous connaissez des sites web de qualité traitant du thème abordé ici, merci de compléter l'article en donnant les références utiles à sa vérifiabilité et en les liant à la section « Notes et références ».
 (février 2025).
Le Porsche-Diesel Super 309 est un tracteur fabriqué par Porsche-Diesel Motorenbau GmbH entre 1961 et 1963. Par rapport au modèle précédent, le Porsche-Diesel Super 308, le Super 309 ne dispose que d’un moteur légèrement amélioré avec par ailleurs le même équipement technique. Porsche a construit le tracteur en quatre variantes : N (version normale), S (version à voie étroite), B (machine de construction) et V (pour l’exportation). La variante spécialement fabriquée pour l’industrie de la construction était peinte en jaune et équipée de plaques de fixation arrière et avant standardisées afin que, par exemple, une excavatrice arrière, une chargeuse frontale ou une balayeuse puissent être facilement fixées.

## Description
Pour le Super 309, Porsche a utilisé les moteurs trois cylindres en ligne à quatre temps refroidis par air type F 319 a régime nominal de 2000 tr/min et F 309 b a régime nominal de 1950 tr/min, chacun d’une cylindrée de 2 625 cm³. Par rapport au modèle précédent, l’alésage du cylindre a été augmenté de 95 à 98 mm, augmentant la puissance du moteur de 2 ch à 40 ch (29 kW). Le moteur est doté d’un arbre à cames en tête entraîné par engrenage, de soupapes en tête et fonctionne selon le processus de combustion Optima de Porsche. L’équipement technique du Super 309 comprend également un système de lubrification sous pression avec pompe à engrenages, un filtre à air à bain d’huile avec pré-séparateur et un régulateur centrifuge réglable à la main et au pied. Le tracteur est équipé d’une boîte de vitesses ZF ou Getrag avec cinq vitesses avant et une marche arrière. La transmission de l’essieu est constituée d’engrenages coniques à dents hélicoïdales. Sur demande, l’installation d’un élévateur hydraulique avec attelage trois-points était possible. Le vérin de levage a un diamètre de piston de 85 millimètres et une course de piston de 146 mm.
À l’arrière, le tracteur dispose d’une boîte de vitesses et d’un arbre de prise de force. A l’avant se trouve également une prise de force moteur indépendante de l’embrayage. Les freins mécaniques à mâchoires internes du Super 309, qui agissent sur les roues arrière, peuvent également être utilisés comme frein de direction, ce qui signifie que la roue arrière gauche ou droite peut être freinée séparément pour aider à la direction. L’habitacle du tracteur Porsche est accessible via des ouvertures. Il y a un siège avec un cadre à suspension parallélogramme pour le conducteur et un siège de garde-boue. Sur demande, une capote Fritzmeier M-201 peut être installée en liaison avec un pare-brise rabattable et un essuie-glace.
En fonction des pneus, le tracteur atteint une vitesse maximale comprise entre 20 et 27,9 km/h en cinquième vitesse. Dans la version normale, le tracteur mesure 2 910 mm de long, 1 595 mm de large et pèse 1 700 kg. La version à voie étroite mesure 2 840 mm de longueur et 1 170 mm de largeur et pèse 1 530 kg. La version de construction est légèrement plus longue et plus lourde que la version normale avec 3 350 mm et 2 580 kg.